# Rúnar Alex Rúnarsson
Rúnar Alex Rúnarsson (Reykjavík, 18 de fevereiro de 1995), é um futebolista islandês que atua como goleiro. Atualmente joga no København.

## Carreira
Foi convocado para defender a Seleção Islandesa de Futebol na Copa do Mundo de 2018.